# خانه عرب مازار
خانه عرب مازار مربوط به دوره قاجار است و در یزد، خیابان امام خمینی، کوچه نقیب الاشراف، پلاک ۱۸ واقع شده و این اثر در تاریخ ۲۲ مرداد ۱۳۸۴ با شمارهٔ ثبت ۱۳۰۳۴ به‌عنوان یکی از آثار ملی ایران به ثبت رسیده است.